# Jon Munch-Petersen
Jon Julius Munch-Petersen, född 20 oktober 1873 i Köpenhamn, död 20 februari 1939, var en dansk vattenbyggnadsingenjör. Han var son till Julius Petersen, bror till Hans Munch-Petersen, gift med Valfrid Palmgren, far till Gustaf Munch-Petersen.
Munch-Petersen blev polyteknisk kandidat 1897, var 1897–1919 i statens vattenbyggnaders tjänst, blev 1911 docent i vattenbyggnader vid Polyteknisk læreanstalt och 1919 professor där i kulturteknik. Han blev främst känd för sitt arbete med kustsäkring och hamnbyggnationer. Han var ledamot av Fysiografiska sällskapet i Lund.

## Utmärkelser
- Riddare av Dannebrogorden,  1925[2]
- Dannebrogsmännens hederstecken,  1931[2]
- Ellen och Niels Bjerrums kemikerpris,  1963

[Redigera Wikidata]